# Les Fils du dragon
Pour le roman de M. H. Essling, voir Le Sablier de Mû.
Pour plus de détails, voir Fiche technique et Distribution.
Les Fils du dragon (Dragon Seed) est un film américain de Jack Conway et de Harold S. Bucquet sorti en 1944 qui se déroule pendant l’occupation de la Chine par l’armée impériale japonaise. Afin de respecter les impératifs commerciaux et les règles du code Hays, tous les rôles principaux, censés personnifier des Chinois, sont interprétés par des acteurs caucasiens.

## Synopsis
Pendant la Seconde guerre sino-japonaise, un paisible village chinois est envahi par les soldats Japonais. Les hommes du village choisissent d'adopter une attitude pacifique à leurs égards, ainsi que les femmes mais Jade, une jeune femme têtue, a l'intention de tenir tête aux occupants. Elle apprendra à lire et à manier une arme afin d'être correctement équipée pour le combat psychologique et physique. L'attitude de Jade se répand vite dans le reste du village, ce qui convainc même les plus farouches traditionalistes que les Japonais ne peuvent être vaincus qu'en offrant un front uni de résistance.

## Fiche technique
- Titre : Les Fils du dragon
- Titre original : Dragon Seed
- Réalisation : Jack Conway et Harold S. Bucquet,
- Assistant réalisateur : Andrew Marton (non crédité)
- Scénario : Marguerite Roberts et Jane Murfin d’après le roman éponyme de Pearl Buck
- Production : Pandro S. Berman
- Société de production et de distribution : Loew's et Metro-Goldwyn-Mayer
- Musique : Herbert Stothart
- Photographie : Sidney Wagner
- Montage : Harold F. Kress
- Direction artistique : Cedric Gibbons et Lyle R. Wheeler
- Décorateurs de plateau : Edwin B. Willis et Hugh Hunt
- Costumes : Valles et Irene
- Pays d'origine :  États-Unis
- Format : noir et blanc (Sepiatone) - Son : Mono (Western Electric Sound System)
- Genre : Drame, guerre
- Durée : 148 minutes
- Dates de sortie :
  - États-Unis : 20 juillet 1944 (New York), août 1944 (sortie nationale)
  - France : 26 décembre 1945

## Distribution
- Katharine Hepburn : Jade Tan
- Walter Huston : Ling Tan
- Aline MacMahon : La femme de Ling Tan
- Akim Tamiroff : Wu Lien
- Turhan Bey : Lao Er Tan
- Hurd Hatfield : Lao San Tan
- J. Carrol Naish : Le surveillant de cuisine japonais
- Henry Travers : Le cousin
- Agnes Moorehead : Sa femme
- Robert Bice : Lao Ta Tan
- Lionel Barrymore : Le narrateur
- Jacqueline deWit : La femme de Wu Lien
- Paul E. Burns : Shen

Acteurs non crédités
- Jay Novello : Un soldat japonais
- Frank Puglia : Le vieil employé de Wu Lien
- Leonard Strong : Un fonctionnaire japonais
- Victor Wong : un officier japonais